# زفی آلشک
زِفی آلشِـک (رومانیایی: Zephi Alșec؛ زاده ۲۲ فوریهٔ ۱۹۲۳ – ۸ ژوئیهٔ ۱۹۹۲) بازیگر اهل رومانی بود.
از فیلم‌ها یا مجموعه‌های تلویزیونی که وی در آن‌ها نقش داشته است، می‌توان به بادبان‌های برافراشته و فناناپذیران اشاره نمود.